# Каимбамбо
Каимбамбо (порт. Caimbambo) — муниципалитет в Анголе, входит в состав провинции Бенгела. Площадь — 3285 км2. Население на 2006 год — 48 424 человек. Плотность населения — 14,7 человек/км2. Крупнейший город — Каимбамбо с населением 15 171 человек.